# Institute for Ethics and Emerging Technologies
L'Institut d'Ètica i Tecnologies Emergents (IEET) és un grup de reflexió tecnoprogressista que pretén "promoure idees sobre com el progrés tecnològic pot augmentar la llibertat, la felicitat i el floriment humà en societats democràtiques". Va ser incorporada als Estats Units l'any 2004, com a organització sense ànim de lucre 501(c)(3), pel filòsof Nick Bostrom i el bioètic James Hughes.
El think tank pretén incidir en el desenvolupament de polítiques públiques que distribueixin els beneficis i redueixin els riscos del canvi tecnològic. S'ha descrit com "[d]entre els grups més importants" del moviment transhumanista, i com un dels grups transhumanistes que "juguen un paper fort en l'àmbit acadèmic".
L'IEET treballa amb Humanity Plus (també fundada i presidida per Bostrom i Hughes, i anteriorment coneguda com a World Transhumanist Association),  una organització internacional no governamental amb una missió similar però amb un enfocament més activista que acadèmic. A diversos pensadors tecnoprogressistes se'ls ofereix posicions com a becaris de l'IEET. Les persones que han acceptat aquests nomenaments amb l'IEET donen suport a la missió de l'institut, però han expressat una àmplia gamma d'opinions sobre les tecnologies emergents i no totes s'identifiquen com a transhumanistes. A principis d'octubre de 2012, Kris Notaro es va convertir en el director general de l'IEET després que l'anterior director general Hank Pellissier deixés el càrrec. L'abril de 2016, Steven Umbrello es va convertir en el director general de l'IEET. Marcelo Rinesi és el director de tecnologia de l'IEET.

## Activitats

### Publicacions
L'Institut publica, Journal of Ethics and Emerging Technologies (JEET), abans Journal of Evolution and Technology (JET), una revista acadèmica revisada per parells. JET es va establir el 1998 com a Journal of Transhumanism i va obtenir el seu títol actual el 2004. L'editor en cap és Mark Walker. Cobreix la investigació futurològica sobre desenvolupaments a llarg termini en ciència, tecnologia i filosofia que "moltes revistes convencionals eviten per ser massa especulatives, radicals o interdisciplinàries". L'institut també manté un bloc de tecnologia i ètica que compta amb el suport de diversos escriptors.

### Programes
L'any 2006, l'IEET va posar en marxa les activitats següents:
1. Garantir el futur: identificació i defensa de solucions globals a les amenaces per al futur de la civilització.
2. Drets de la Persona: Campanya per aprofundir i ampliar el concepte de drets humans.
3. Vides més llargues i millors : arguments per a unes vides més llargues i saludables, abordant les objeccions a l'extensió de la vida, desafiar les actituds d'edat i capacitat que descoratllen la utilització plena de la tecnologia sanitària.
4. Envisioning the Future: Col·lecció d'imatges de posthumanitat i intel·ligència no humana, positives, negatives i neutrals, per exemple, en ciència-ficció i cultura popular; compromís amb crítics culturals, artistes, escriptors i cineastes per explorar les lliçons que se'n deriven.

Des d'aleshores, l'institut ha desplaçat la seva recerca fora d'aquests programes i cap a la investigació sobre les implicacions polítiques de la millora humana i altres tecnologies emergents. Des de llavors, s'ha associat amb l'Applied Ethics Center de la Universitat de Massachusetts Boston per centrar-se en dos programes específics:
1. La intel·ligència artificial i el futur del treball, la democràcia i el conflicte
2. Cyborgs i millora humana

### Conferències
A finals de maig de 2006, l'IEET va celebrar la conferència Human Enhancement Technologies and Human Rights a la Stanford University Law School de Stanford, Califòrnia. L'IEET juntament amb altres organitzacions progressistes van organitzar una conferència el desembre de 2013 a la Universitat Yale sobre la concessió de drets de "persones" a diverses espècies. Els membres de l'Institut representen l'Institut en diverses conferències i esdeveniments, com ara l'Institut de Conceptes Avançats de la NASA i l'Associació Americana per a l'Avenç de la Ciència. El 2014, l'IEET va liderar i/o copatrocinar cinc conferències incloent: Eros Evolving: The Future of Love, Sex, Marriage and Beauty conferència a l'abril a Piemont, Califòrnia, i la conferència Global Existential Risks and Radical Futures al juny a Piedmont, Califòrnia.